# 謝璧蓮
謝璧蓮（1968年10月25日—）是台灣的新聞主播，中國文化大學畢業，曾任中國廣播公司及台視新聞主播，現職三立電視新聞部記者。

## 曾擔任播報節目
| 年份 | 頻道           | 節目                  | 備註     |
| ---- | -------------- | --------------------- | -------- |
|      | 台灣電視台     | 《午安您好─台視新聞》 | 假日主播 |
|      | 台灣電視台     | 《玩家週報》          |          |
|      | 台視財經台     | 《1400整點新聞》      |          |
|      | 台灣電視台     | 《早安您好─台視新聞》 |          |
|      | 台灣電視台     | 《厝邊好醫生》        |          |
|      | 台視健康娛樂台 | 《樂活新聞》          |          |